# Daniela Schächter
Daniela Schächter (Messina, 9 februari 1972) is een Italiaanse jazz-pianiste, zangeres en componiste uit Sicilië.
Schächter, dochter van de pianist Beniamino Schächter en zangeres Giuseppe Calabro, begon op haar achtste op de piano. Als tiener trad ze al op en deed ze sessiewerk. Ze studeerde klassieke piano aan het conservatorium en studeerde vanaf 1998 jazzcompositie en performance aan Berklee College of Music, waar ze les kreeg van onder meer Joanne Brackeen, Joe Lovano en Phil Wilson. Ze speelde op talrijke festivals, onder andere met de band van Tiger Okoshi, de Boston Pops en Patti Austin, en de Count Basie Big Band. Ze trad op met het Clayton-Hamilton Jazz Orchestra, John Dankworth, Shirley Horne, Ed Tomassi en anderen. Met Patti Austin ging ze in 2003 toeren, met de groep Beboperella.
Onder eigen naam heeft ze verschillende cd's gemaakt. Met haar groep is ze actief in New York.
Schächter is assistent-professor aan Berklee College of Music (sinds lente 2008) en adjunct-professor aan Montclair State University (sinds herfst 2013). 
Haar broer is de gitarist Davide Schachter, die meespeelde op enkele van haar albums.

## Discografie
- Quintet, 2001
- I Colori del Mare, Splasc(H) records, 2006
- Purple Butterfly, 2008